# Craugastor crassidigitus
Craugastor crassidigitus is een kikker uit de familie Craugastoridae. De soort werd voor het eerst wetenschappelijk beschreven door Edward Harrison Taylor in 1952. Oorspronkelijk werd de wetenschappelijke naam Eleutherodactylus crassidigitus gebruikt.
De soort komt voor in Costa Rica, Colombia en Panama en waarschijnlijk ook in Nicaragua.